# トンマーゾ・モチェニーゴ

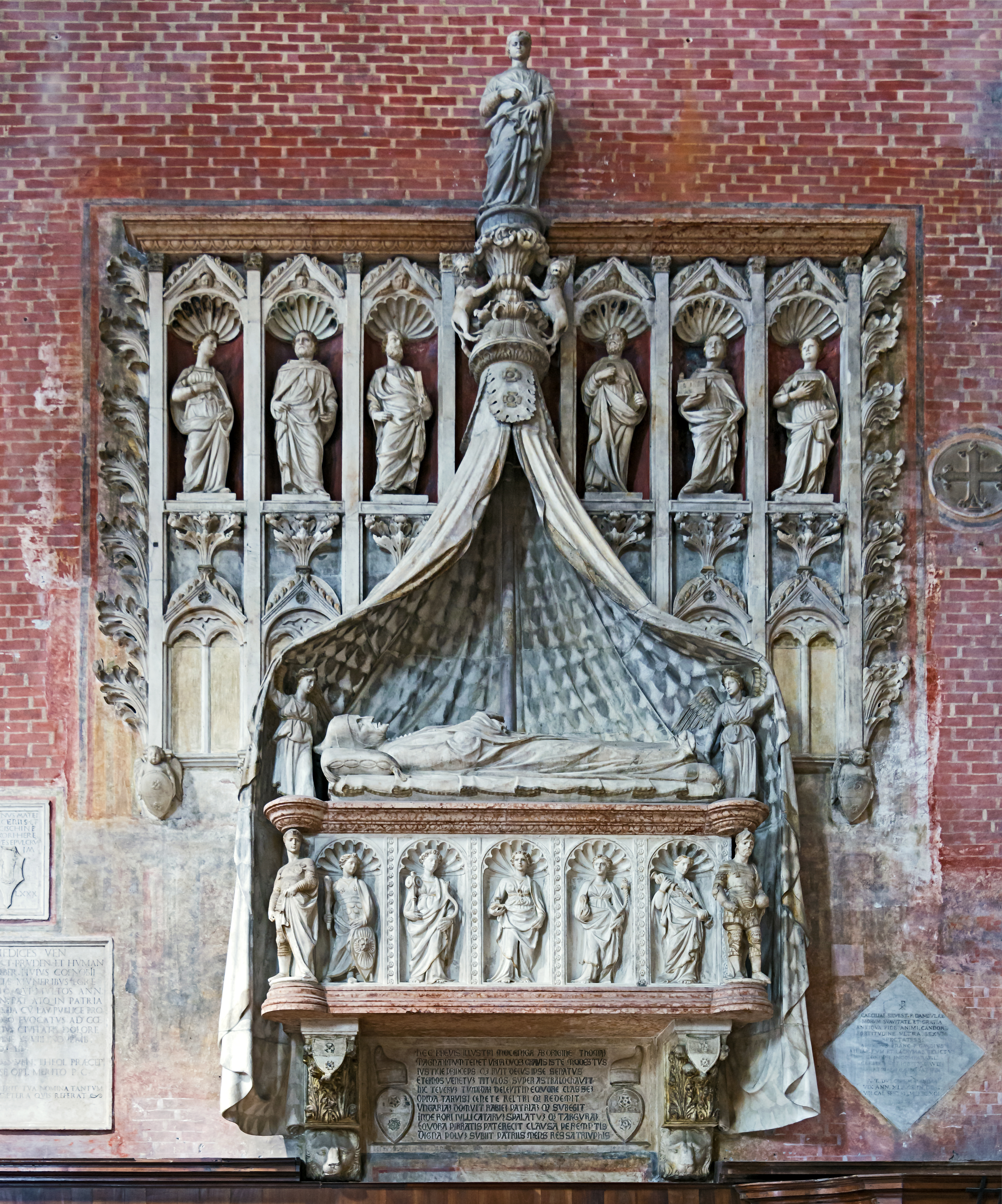
トンマーゾ・モチェニーゴの棺（サンティ・ジョヴァンニ・エ・パオロ聖堂）

トンマーゾ・モチェニーゴ (イタリア語:Tommaso Mocenigo 1343年 - 1423年)は、ヴェネツィア共和国の元首（ドージェ、1414年 - 1423年）。

## 生涯
元首に就任する以前のモチェニーゴは海軍の指揮官だった。1378年から1381年にかけてのキオッジャの戦いでジェノヴァ共和国を破り、1396年のニコポリスの戦いではヴェネツィア海軍を率いて十字軍を支援した。
その後クレモナにヴェネツィア大使として赴任していたが、その間の1414年に元首に選出され、僭主ガブリーノ・フォンドロに捕らえられるのを恐れてクレモナから密かに脱出した。帰国して元首に就任した後、オスマン帝国と和平を結んだが間もなく破られ、彼の艦隊はガリポリでオスマン海軍に敗れた。
ヴェネツィアは1411年からハンガリーのジギスムントと組んだアクィレイア総大司教ルドヴィーコ・ディ・テックから攻撃されていたが、モチェニーゴの元首就任後の1419年にはヴェネツィア側が攻勢に立ち、1420年までにアクィレイア総大司教領からウーディネ、チヴィダーレ、フェルトレ、ベッルーノ、フリウーリを奪い、カドーレやカポディストリアも自ら軍門に下った。ハンガリーの仲介で和平が結ばれ、アクィレイア総大司教領はヴェネツィアに併合された。
モチェニーゴは商業を大いに振興し、ドゥカーレ宮殿を再建築して図書館をつくった。彼は長い闘病の末1423年に死去し、歴代の元首が眠るサンティ・ジョヴァンニ・エ・パオロ聖堂に埋葬された。